# Dunstable (Massachusetts)
Dunstable – miasto w Stanach Zjednoczonych, w stanie Massachusetts, w hrabstwie Middlesex.